# 출발! 충남대행진
장원나의 출발! 충남대행진은 TBN 충남교통방송(서산 FM 103.9MHz, 천안 FM 103.1MHz)에서 평일 아침 7시부터 아침 8시 52분까지 방송되는 충남권 지역의 아침 출근길 라디오 프로그램이다.